# Блантайър (окръг)
Блантайър е една от 28-те области на Малави. Разположена е в южния регион на страната. Столицата на областта е град Блантайър – най-големият в страната.
Площта е 1785 км², а населението (по преброяване от септември 2018 г.) е 451 220 души.